# Darja Hajská
Darja Hajská, rozená Darja Dea Voříšková (20. března 1911 Mladá Boleslav – 18. března 1981 Praha), byla česká zpěvačka, herečka, spisovatelka a dramatička, autorka knížek a divadelních her pro děti. Jednalo se o nevlastní sestru herce, režiséra a loutkoherce Miloše Hajského.

## Život
Pocházela z umělecké rodiny. Po ukončení školní docházky pracovala jako pomocná síla u společnosti Fortuna-film. Navštěvovala operní školu, kde studovala zpěv. V divadle nejprve hrála a zpívala v různých kočovných společnostech, poté se nakrátko objevila v nuselském Tylově divadle, poté zpívala v Olomouci, hrála v Praze, na Kladně a v Pardubicích. Za nacistické okupace během 2. světové války působila v pražské holešovické Uranii. Po válce ještě hrála v několika dalších pražských souborech, poté už definitivně působila mimo Prahu na Kladně, v Náchodě a v Kolíně.
U českého filmu začínala v éře němého filmu, kde již v té době začala hrát služebné. V éře zvukového filmu vytvořila desítky dalších filmových rolí. K stáru často hrála rázovité ženy z lidu. Během své 54leté kariéry vytvořila skoro 100 filmových a jen něco málo 10 televizních postav. Hrála i v 10 seriálech.
Významnějšími rolemi ve filmu byly studentka-žalobnice ve filmu Kantor Ideál (1932), kuchařka Baruška ve filmu Poslední muž (1934), rázná Kačenka Klásková ve filmu Lucerna (1938), zvědavá služka Víchová ve filmu Tetička (1941), zlá Bětuška Toužimská ve filmu Paličova dcera (1941), uklízečka Blažková přející si vodovod ve filmu Bílá Paní (1965), uklízečka ve škole Leopolda Nagelvogelwunderbandíková ve filmu 6 medvědů s Cibulkou (1972), teta Máňa Hujerová, přicházející na třídní schůzku ve filmu Marečku, podejte mi pero! (1976), rázná domovnice Vodrážková ve filmu Zítra to roztočíme drahoušku…! (1976), sousedka-drbna ve filmu Já už budu hodný, dědečku! (1978). 
Z televizních postav lze uvést role úplatné posluhovačky v komedii Vražedný týden (1970), důchodkyně-žalobnice ve filmu Nezralé maliny (1980). V seriálovech vytvořila postavy sestry v ordinaci v Týništi v seriálu Nemocnice na kraji města (1977), hádavé žižkovské báby v seriálu Třicet případů majora Zemana či zvědavé sousedky v seriálu Dnes v jednom domě (1979).
Teprve v polovině 60. let 20. století se provdala a užívala příjmení Slámová. Zemřela v roce 1981 v Praze, dva dny před svými 70. narozeninami. Byla zpopelněna a pohřbena na Vinohradském hřbitově.

## Dílo

### Televize
- 1970 Vražedný týden (TV filmová komedie s detektivní zápletkou) – role: hospodyně Boublíková